# Tenzin Kunchap
Tenzin Kunchap (tibétain : བསྟན་འཛིན་ཀུན་ཁྱབ, Wylie : bstan 'dzin kun khyab) est un Tibétain né en 1968 au village de Pomdo au Tibet. Réfugié en France, il est devenu écrivain et scénariste.

## Éléments biographiques
Tenzin Kunchap est né en 1968 au village de Pomdo (tibétain : ཕོད་མདོ, Wylie : phod mdo dans le comté de Lhundroup) dans la Préfecture de Lhassa. Il est élevé dans la tradition bouddhique. Il suit une éducation au lycée de Lhassa à 14 ans (1982). En 1987, il quitte le Tibet et se rend à Dharamsala en Inde où il rencontre le dalaï-lama. Il devient moine et rejoint le monastère de Séra en Inde. Apprenant les difficultés qui surviennent au Tibet à cette période, il décide d'y retourner et est arrêté en 1988 par la police chinoise pour des motifs politiques. Emprisonné, il est torturé. Il s'évade 3 ans plus tard et s'enfuit à pied, traversant les deux mille kilomètres de l'Himalaya. En 1991, il se réfugie en France, où il obtient l'asile politique. Il rend ses vœux de moine en 1999. Il étudie à l'université Paris-VIII où il obtient un diplôme en Sciences du langage. Il devient écrivain, auteur de plusieurs ouvrages. Le moine rebelle : Carnets de lutte de ma vie au Tibet, publié chez Plon en 2000 a reçu le prix Rachid Mimouni. Une enfance tibétaine publié aux Presses du Châtelet 2005. En 2005, il crée l’association Culturelle AKONPA :  Premier Jeux Olympiques Internationaux de la Culture de Paix. Pendant 5 ans, il est président de l'association.

## Ouvrages
- Avec Patrick Amory, Le moine rebelle : Carnets de lutte de ma vie au Tibet, Plon, 2000, J'ai Lu, 2005,  (ISBN 2290340383)
- Avec Nanon Gardin, Une enfance tibétaine, Presses du Châtelet, 2005,  (ISBN 2845921357)